# Kniaźdwór
Kniaźdwór, Kniażdwór (ukr. Княждвір, Kniażdwir) – wieś na Ukrainie, w  obwodzie iwanofrankiwskim, w rejonie kołomyjskim. 
W II Rzeczypospolitej wieś w powiecie kołomyjskim województwa stanisławowskiego. W marcu 1944 nacjonaliści ukraińscy z OUN-UPA spalili żywcem tutaj 7 młodych Polaków.